# イヴァン・ブロッホ (皮膚科医)

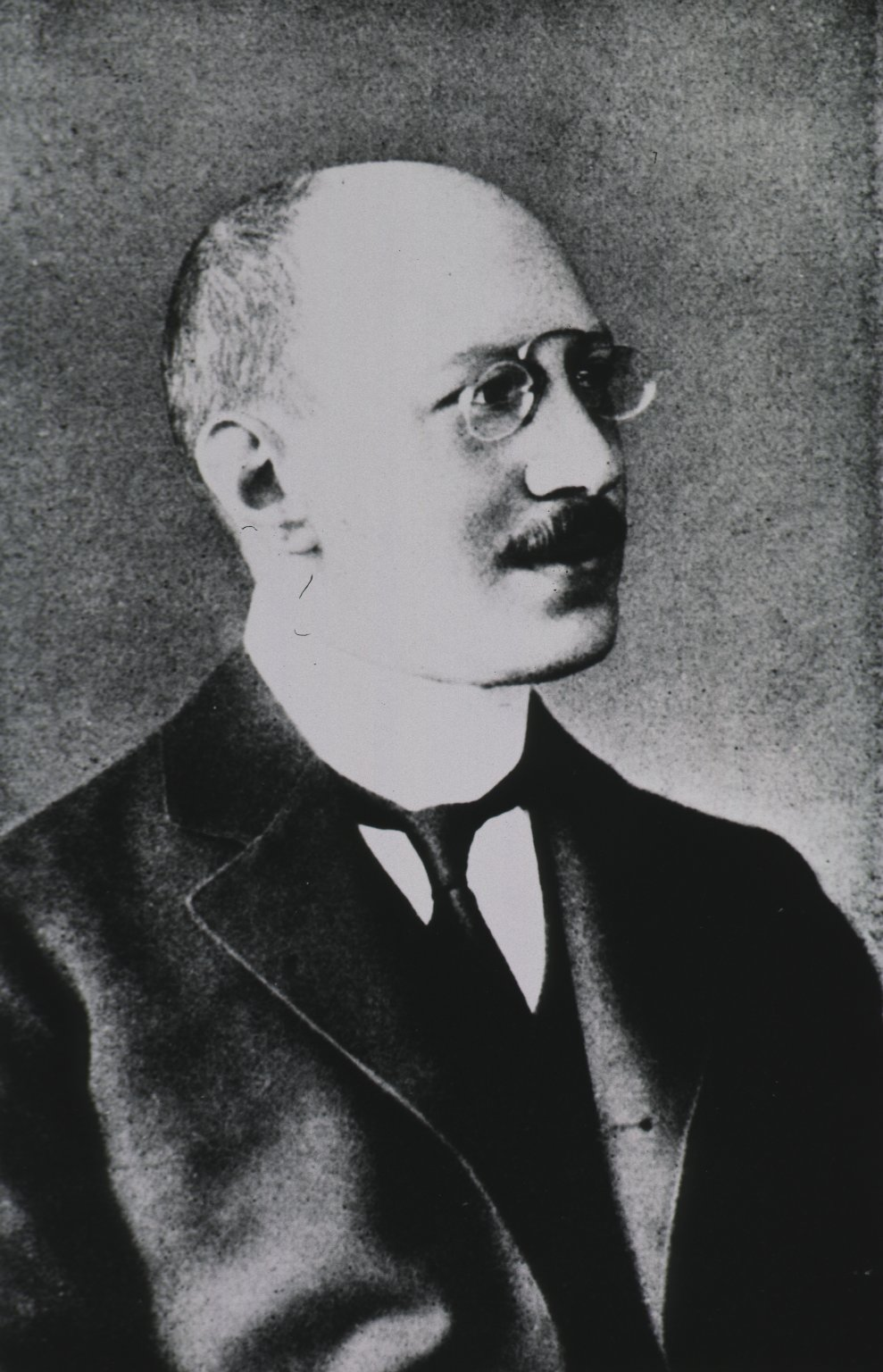
イヴァン・ブロッホ (皮膚科医)

イヴァン・ブロッホ（Iwan Bloch 1872年4月8日 - 1922年11月22日）は、ドイツの皮膚科医、精神科医、精神分析医。
マグヌス・ヒルシュフェルト、アルベルト・オイレンブルクと共に性科学を提唱。
しばしば史上初の性科学者と呼ばれる。
オイゲン・デューレン、アルベルト・ハーゲン、ウェリファントル、ゲアハルト・フォン・ヴェルゼンブルク等の変名を持つ。
ドイツ帝国、オルデンブルク大公国のデルメンホルストにてユダヤ人の家庭に生まれる。
1899年、『マルキ・ド・サド──その生涯と業績』を上梓。
彼はかつて紛失したと信じられていたマルキ・ド・サドの『ソドム百二十日あるいは淫蕩学校』の手稿を発見し、オイゲン・デューレンという偽名で1904年に公刊した。
1906年、『われらの時代の性生活──現代文明との関連における性科学の完全百科』を執筆。
1912年、『性科学手帖』の刊行を始めたが、第3巻を発行した段階でベルリンにて不慮の死を遂げたため、第3巻以降は日の目を見なかった。

## 著書
- 『売春』第1巻（1912年）
- 『売春』第2巻（1922年以降）